# Parafia św. Małgorzaty w Łobdowie
Parafia Świętej Małgorzaty w Łobdowie – parafia rzymskokatolicka, znajdująca się w diecezji toruńskiej, w dekanacie Golub.
Na obszarze parafii leżą miejscowości: Łobdowo, Hamer, Karczewo, Kujawa, Mokrylas, Sortyka, Wielkie Pułkowo. 